# 勒阿弗尔城市公共交通
勒阿弗尔城市公共交通是法国西北部城市勒阿弗尔（法語：Le Havre）的城市公共交通系统，其法语商业名称为。

## 历史

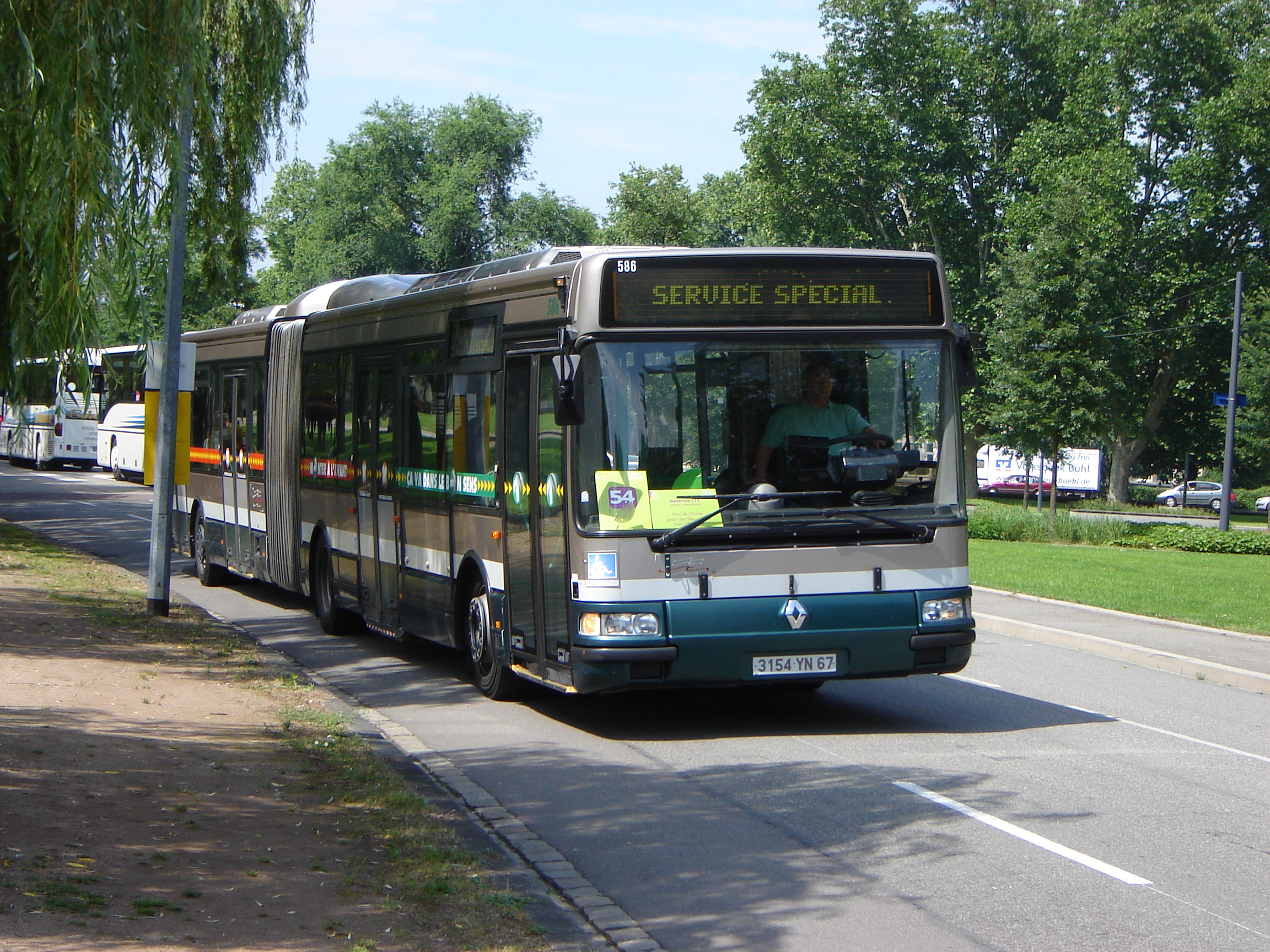
早期勒阿弗尔公共汽车

勒阿弗尔最早的公共交通线路出现于1874年，早期有轨电车是当地最早出现的公共交通工具，后因设施老化及私家车的兴起而于1951年废弃，其路线被公共汽车代替。1990年，勒阿弗尔公交公司成立。

## 组织

### 运营
勒阿弗尔城市公共交通由勒阿弗尔塞纳河城市公共社区负责管理，由法国交通发展集团提供人员配置并负责运营。

### 财政
勒阿弗尔城市公共交通的财政管理由勒阿弗尔综合交通委员会自身负责，其财政来源包括3部分：
- 地方财政支出，由勒阿弗尔塞纳河城市公共社区负责。
- 交通财政转移（Versement du transport），其财政来源为企业财政征收（Prélèvement）。2018年，勒阿弗尔地区的交通财政转移征税率为2%[3]。
- 商业收入，即车票等。

勒阿弗尔城市公共交通系统尚未获得国家直接补助。

## 设施
截止2020年7月，勒阿弗尔城市公共交通系统共有2条有轨电车线路、20条普通线路和4条定制线路、另有多条校车线路。

## 线路网
勒阿弗尔城市公共交通的线路网覆盖了勒阿弗尔塞纳河城市公共社区内的所有市镇。

## 票价
勒阿弗尔城市公共交通的车票系统包括两大类型：单次车票和公交卡。

### 单次车票
勒阿弗尔城市公共交通的单次车票为不记名的一次性纸质车票，在售票处或公交车司机处购买，单次卡价格为1.8欧元，在插卡后一小时内可无限次换乘。缆车单程票价为0.5欧元。

### 公交卡
勒阿弗尔的公交卡包含多种类型，包括公共卡（所有人均可办理和使用）、学生卡、老年卡等，办理时需实名登记并出示相关证件。普通的公交卡可在指定的时间段内无限次乘坐勒阿弗尔城市公共交通下属的所有线路。

## 图集

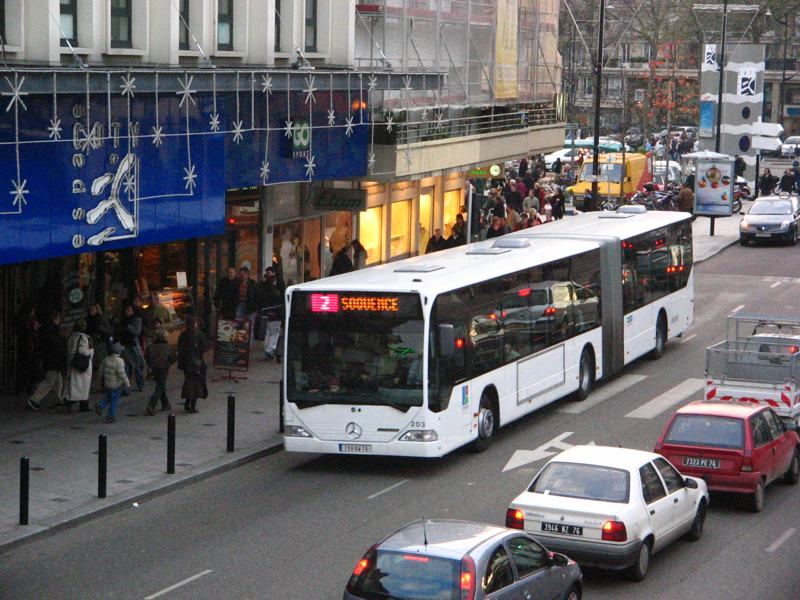
勒阿弗尔公交2路
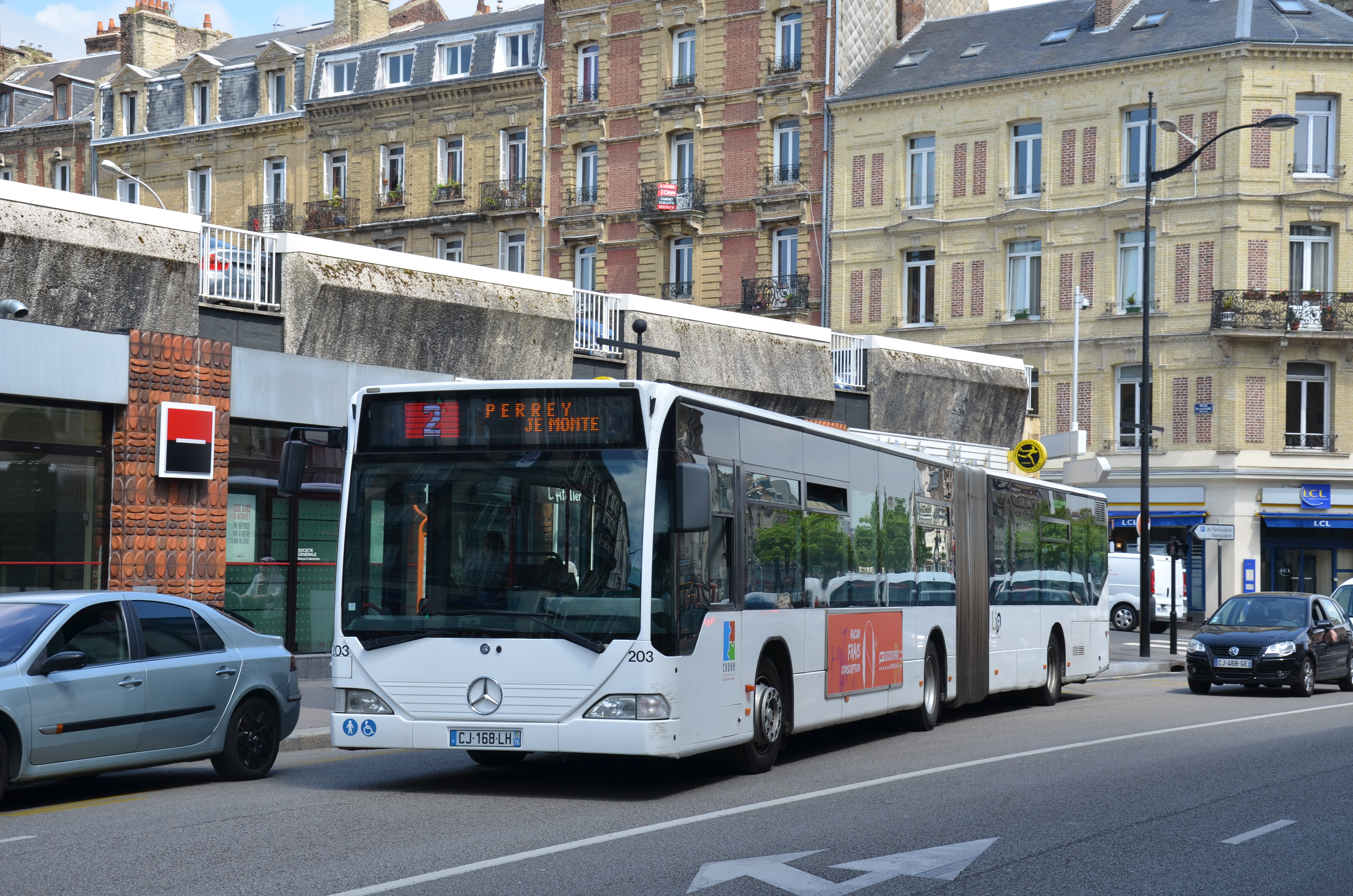
勒阿弗尔公交2路（2）
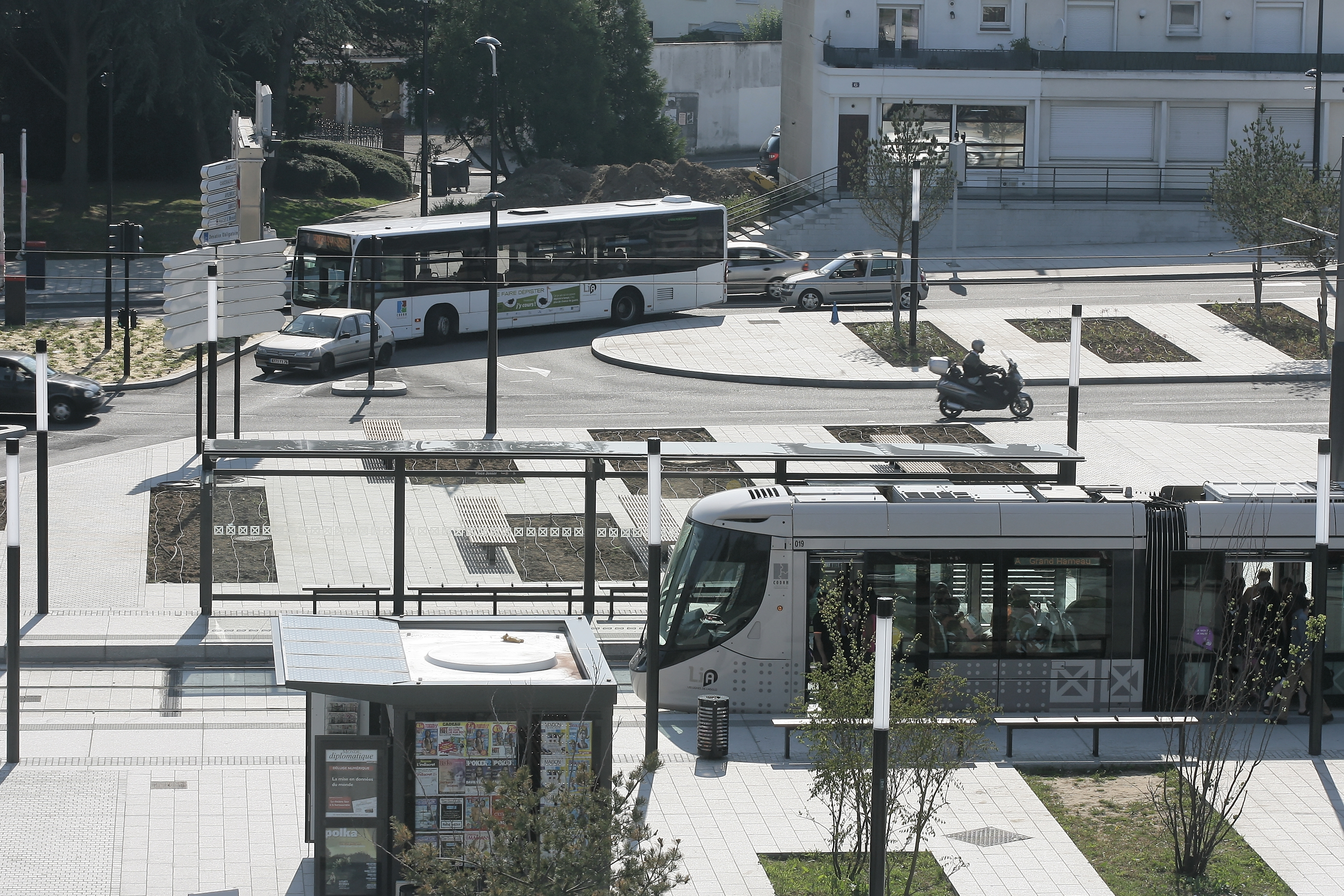
有轨电车站
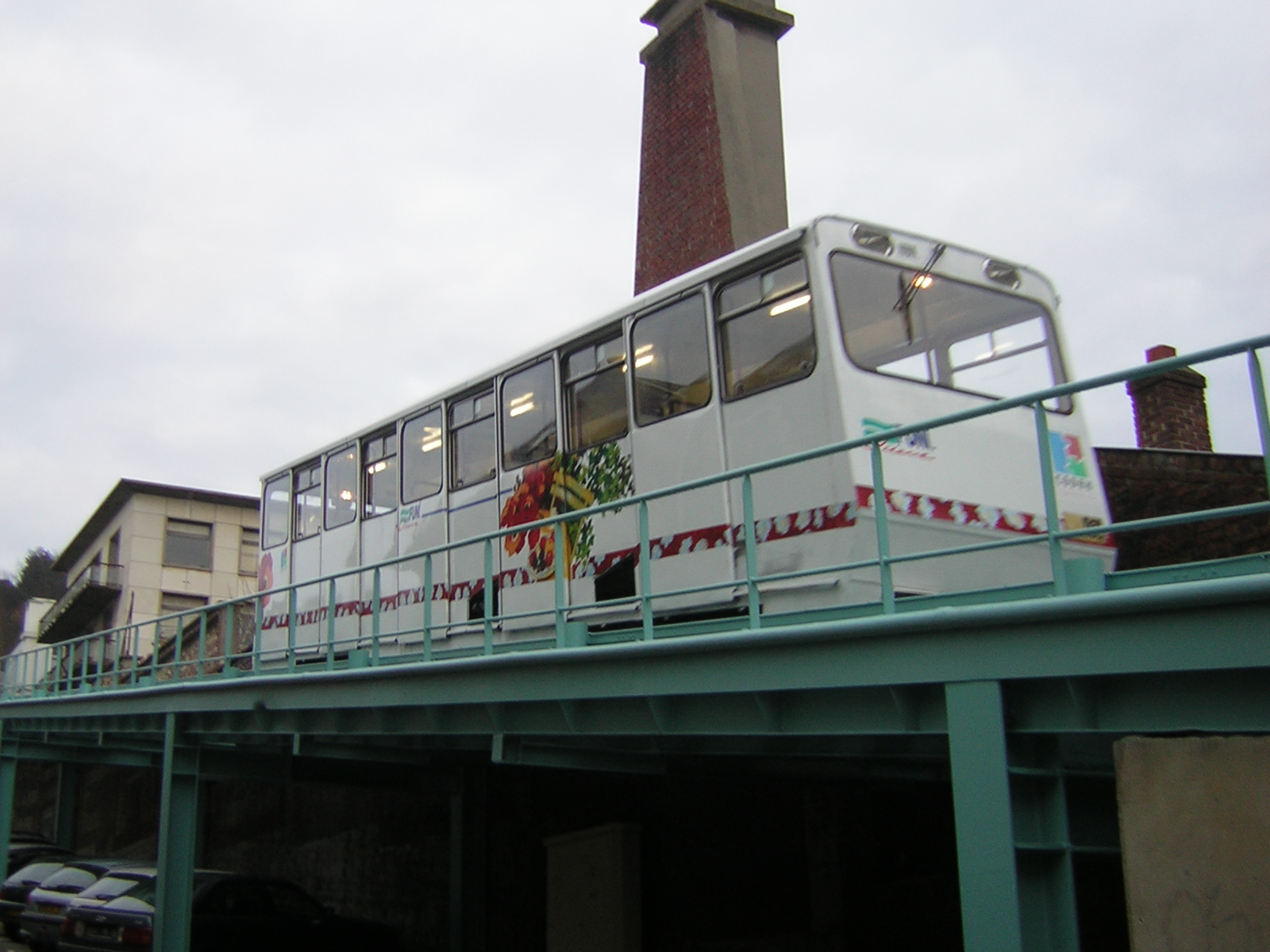
缆车